# Bougnon
Bougnon é uma comuna francesa na região administrativa de Borgonha-Franco-Condado, no departamento de Alto Sona. Estende-se por uma área de 9,18 km². Em 2010 a comuna tinha 547 habitantes (densidade: 59,6 hab./km²).